# Lei Feng

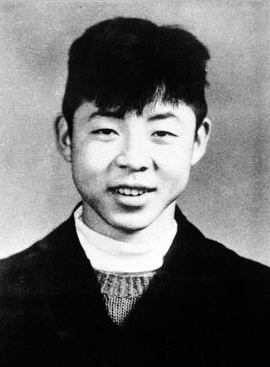
Imagen de Lei Feng.

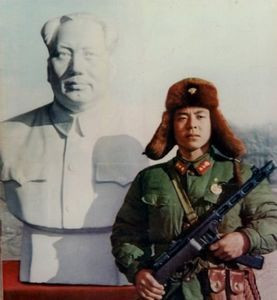
Lei Feng junto a una estatua de Mao Zedong.

Lei Feng (en chino tradicional, 雷鋒; en chino simplificado, 雷锋; pinyin, Léi Fēng) (Wangcheng, 18 de diciembre de 1940 - Anshan, 15 de agosto de 1962) fue un supuesto soldado del Ejército Popular de Liberación de la República Popular China. Muerto en un accidente de trabajo a los 21 años, su figura adquirió dimensión nacional como ejemplo de desprendimiento personal, la moral socialista y la disposición permanente a ayudar a los demás. En China el día 5 de marzo es oficialmente considerado el «Día de Aprender de Lei Feng». Su diario personal es utilizado como libro de lectura en las escuelas. Varias películas, libros y series de televisión se han realizado sobre su vida. En la actualidad su figura en China es vista como «un relevante símbolo de ayuda a los demás».
La mayor parte de los detalles de la vida de Feng son escasos y vagos, mientras que existe el consenso de que la mayoría de las fuentes oficiales (incluyendo su diario que fue supuestamente descubierto tras su muerte) son solo propaganda creada por el gobierno chino;  en realidad, gran parte de los historiadores no asociados al gobierno chino dudan de la existencia histórica de Feng.
En tiempos modernos, el mito de Lei Feng entre la población china se ha convertido en fuente de burla o indiferencia y es interpretada con incredulidad y cinismo por la misma; de esta forma, por mencionar algunos ejemplos, un periodista e investigador estadounidense recuenta como durante años que pasó en China no encontró a una sola persona que no reaccionara con sorna o risa cuando le preguntaba en privado su opinión sobre Lei Feng, la mayoría de los jóvenes chinos actuales no conocen la historia con certeza a pesar de los esfuerzos gubernamentales por incluirla en los currículos escolares y las películas más recientes han sufrido notables descalabros en las taquillas.
Sin embargo, Feng sigue siendo objeto de la máquina de propaganda oficial del gobierno comunista chino.

## Vida de Lei Feng
Lei Feng nació en Wangcheng, en la provincia de Hunan, cerca del actual pueblo de Leifeng, llamado así en su honor. Según su diario, su padre murió a manos de los japoneses, su hermano mayor falleció a los doce años por el trabajo y su hermano menor de hambre. Su madre se suicidó tras ser acosada por el hijo de su patrón. Aún muy joven se unió a las juventudes comunistas, y fue nombrado corresponsal de prensa en el comité local del partido. En 1960 se incorporó al Ejército Popular de Liberación, donde trabajaría como conductor de camiones. En ese momento comienza a extenderse el mito Lei Feng por Wangcheng: es un soldado capaz de sacrificarse por los demás, de compartir su comida con sus compañeros o de remendar sus calcetines para ahorrar los bienes del pueblo.
Jun Zhou, un fotógrafo de Shenyang, capital de Liaoning, le hace en el otoño de 1961, con un gorro y una ametralladora prestadas y en contrapicado para disimular su metro y medio de altura, una serie de cinco fotografías. Una de ellas sale publicada en el periódico de la milicia del noroeste y en el Diario del Ejército de Liberación y se convertiría en la fotografía más famosa de Lei Feng, base de un sinnúmero de pósteres y de todo tipo de iconografía. Menos de un año después, Lei Feng fallecería, con tan solo 22 años, víctima de un accidente al caerle encima un poste telefónico derribado por un camión al que estaba dirigiendo.

## Explotación oficial del mito
El 5 de marzo de 1963, bajo una iniciativa de Mao Zedong, se inició una campaña política e ideológica titulada "¡Aprende de Lei Feng!" (向雷锋同志学习, Xiàng Léi Fēng tóngzhì xuéxí), en la que se presenta al soldado fallecido como ejemplo por su actitud desinteresada y de ayuda hacia los demás; la campaña se inició dos años después de finalizada la etapa conocida como el Gran Salto Adelante y se planeaba que durara por toda la época de la Revolución Cultural aunque tras esta la campaña se intensificaría. Esta campaña se inició cuando el general chino Lin Biao presentó al público la primera edición del diario de Lei Feng. Desde entonces, históricamente, el Partido Comunista de China ha sostenido y empujado el mito de Lei Feng (real o no) principalmente para incrementar los niveles de patriotismo y lealtad entre la población.
Se supone que, aun antes de morir, la actitud desprendida y generosa de Lei Feng había llamado la atención en el Ejército y la Juventud Comunista, al punto de ser propuesta como ejemplo y lanzar un movimiento con su nombre. En noviembre de 1960, el Departamento Político del Cuerpo de Ingeniería de la Región Militar de Shenyang	emitió un documento titulado Instrucciones para llevar a cabo el Movimiento de Aprendizaje de Lei Feng en el Ejército, como material educativo. El 14 de enero de 1961, la misma repartición emitió una nueva instrucción titulada Aprender del camarada Lei Feng. Al año siguiente, el 14 de enero de 1962 el Comité Municipal de Fushun de la Liga de la Juventud Comunista tomó la Decisión de llevar a cabo la educación de clases y de lucha de clases en la ciudad con Lei Feng como líder.
A partir de entonces, el 5 de marzo se convierte en el "Día de Lei Feng", y se celebran en toda China actos a nivel comunitario y escolar en los que la gente limpia parques y escuelas, o ayuda a los demás. Se imprimen multitud de fotografías y afiches suyos realizando los más variados trabajos y servicios a la comunidad; incluso se publican historietas y se hacen películas sobre su vida.
El Partido Comunista de China trataría de preservar la campaña durante 1980 y 1981 y posteriormente trataría de reutilizarla cuando su credibilidad se vio retada: trataron de revivirla con vigor en 1987 tras protestas de la plaza de Tiananmén de 1989, también desde 2012 hasta la fecha para contrarrestar los notorios escándalos de corrupción que se han dado desde ese año; igualmente, fue empujada después de las protestas de Falun Gong el 25 de abril de 1999.
Sin embargo, a pesar de los esfuerzos propagandísticos chinos, la campaña ha tenido cada vez menos éxito al punto de que Lei Feng es ampliamente desdeñado y desestimado por la mayor parte de los chinos.

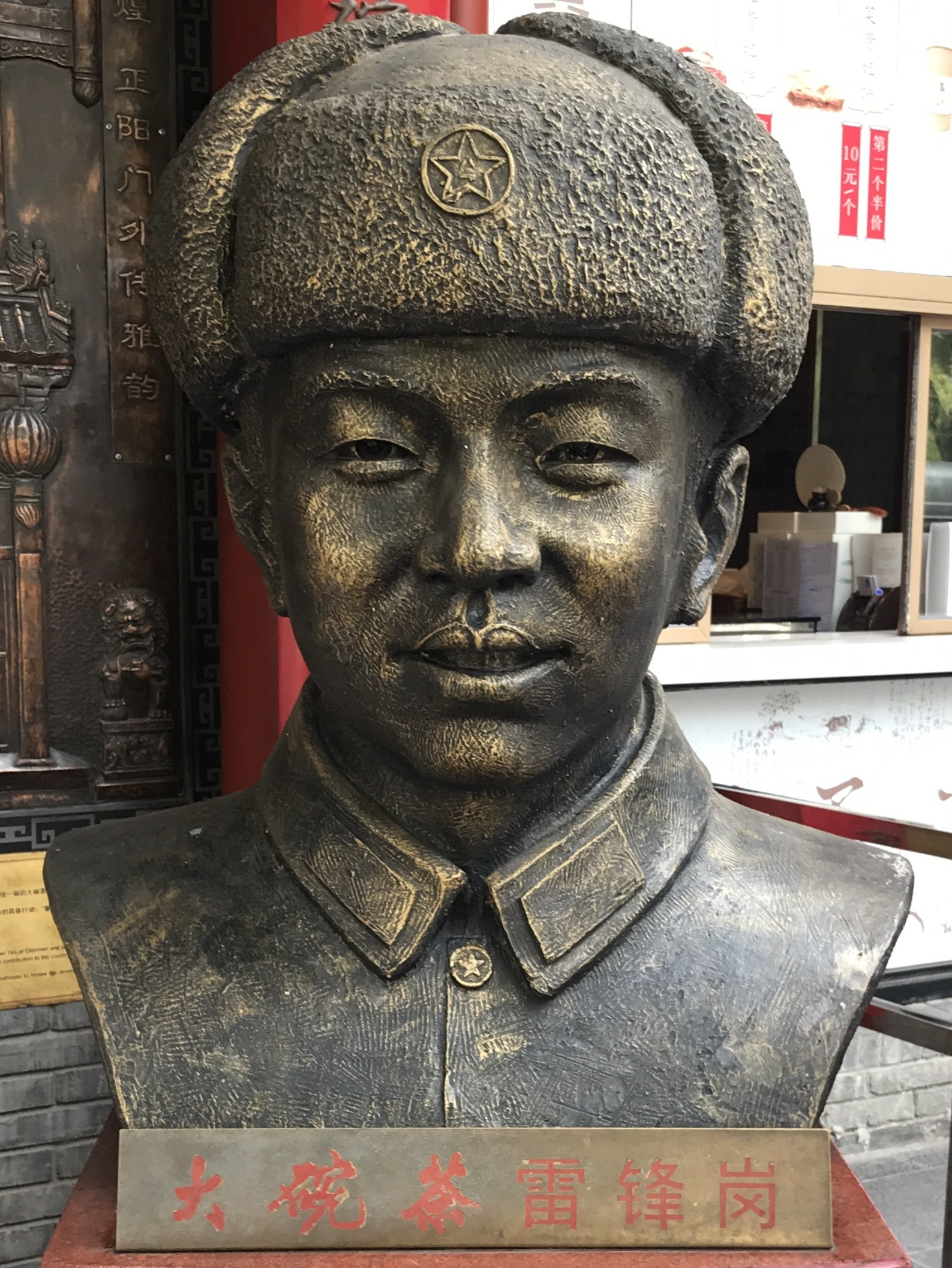
Busto de Lei Feng en Pekín

En tiempos más recientes también fue empujada artificialmente tras eventos como las protestas de Hong Kong en 2014 y también en 2019, esfuerzos que siguen hasta la fecha.

## Dudas sobre la historicidad y factualidad
Los hechos sobre la vida de Lei Feng no son aceptados como reales por la mayoría de los historiadores fuera de China, muchos de los cuales ni siquiera creen que Lei Feng haya existido en realidad.
Las razones son que todas las fuentes sobre la vida de Lei Feng provienen de agencias de propaganda oficiales del gobierno comunista chino, todas las cuales aparecieron después de la muerte de Lei Feng, imposibilitando la búsqueda del mismo para verificar su existencia.
Más aún, las historias de Lei Feng están compuestas en su totalidad de clichés observados en otras campañas de propaganda china, de manera que Lei Feng es reportado en las historias como un hombre totalmente inmaculado y libre de fallas de ningún tipo, devoto en cuerpo y alma a la revolución al grado de sacrificar su comodidad y su vida por el bien del partido.
Además de los atributos casi perfectos de Lei Feng, se encuentra el hecho de que su vida fue extremadamente bien documentada a pesar de que él era supuestamente un hombre común y corriente que no fue famoso hasta su muerte: a pesar de esta supuesta falta de importancia, existen docenas de fotografías de calidad extremadamente alta, y evidentemente montadas y planeadas, que muestran a Lei Feng realizando tareas mundanas como lavando un automóvil o cargando un rifle mientras sonríe. Peor aun, los sujetos mostrados en las imágenes oficiales de Lei Feng parecen no coincidir en ocasiones, aparentemente mostrando dos personas distintas y con poco parecido físico.
Otros mitos asociados (y desmentidos) incluyen, por ejemplo, uno que asegura que Lei Feng estudió y se graduó de la Academia Militar de los Estados Unidos en West Point; aunque posteriormente se aclararía que este mito fue una broma por el Día de los Inocentes que Xinhua (la agencia estatal noticiosa de China) creyó erróneamente como verdadera.